# Xe lửa bọc thép Type 94

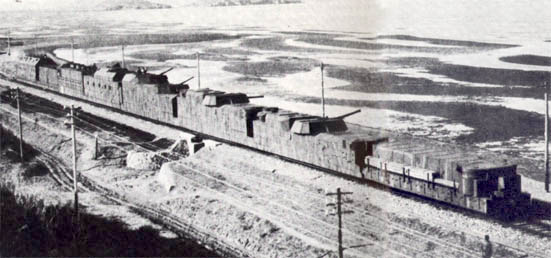
Xe lửa bọc thép Type 94

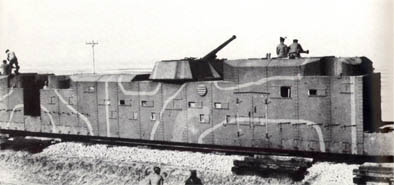
Cận cảnh xe pháo của đoàn tàu bọc thép Type 94

Xe lửa bọc thép Type 94 được chế tạo vào năm 1934 và từng được Lục quân Đế quốc Nhật Bản đem ra sử dụng trong Thế chiến thứ hai. Ban đầu đoàn tàu này gồm có 8 toa và về sau được bổ sung thêm một toa nữa, tổng cộng là 9 toa. Về vũ khí, đoàn tàu có tới hai súng phòng không 10 cm Type 14 và hai súng phòng không 75 mm Type 88. Đoàn tàu bọc thép này là một phần của Đơn vị Xe lửa Bọc thép số 1 ở Mãn Châu.